# 이민호 (2001년)
이민호(李旻湖, 2001년 8월 30일 ~ )는 KBO 리그 LG 트윈스의 투수이다.

## 아마추어 시절
휘문고등학교 2학년 때부터 출전했고, 시즌 말에는 서울권 1차 지명 후보로 언급되기 시작했다. 3학년 때는 서울권 1순위, 2순위 지명권을 가진 LG 트윈스, 키움 히어로즈의 영입 후보로 언급됐다. 시즌 초까지는 장충고등학교의 박주홍이 앞서나갔으나 주말 리그에서 매서운 탈삼진 능력을 보여주며 서울권 1순위 지명권을 가진 LG 트윈스의 유력 후보로 떠올랐고, LG 트윈스의 1차 지명을 받았다. 세계청소년야구대표팀에 선발돼 소형준과 함께 원투 펀치로 활약했다.

## LG 트윈스시절
2020년에 입단하였다. 스프링 캠프에는 참가하지 않았고, 이천에서 훈련을 했다. 점차 잠재력을 펼치기 시작했고, 연습 경기, 청백전에서 활약하며 동기인 김윤식과 함께 개막 엔트리에 올랐다. 2020년 5월 6일 두산 베어스와의 경기에서 구원 등판하며 데뷔 첫 경기를 치렀고, 경기에서 1이닝 무실점을 기록했다.
2020년 5월 21일 삼성 라이온즈와의 경기에서 데뷔 첫 선발 등판을 했고, 경기에서 5.1이닝 무실점을 기록하며 데뷔 첫 선발 승을 기록했다. 2020년 6월 2일 삼성 라이온즈와의 경기에서 7이닝 2실점으로 QS를 기록했지만 패전 투수가 됐다. 2020년 6월 11일 SSG 랜더스와의 경기에서 7이닝 1실점으로 시즌 2승을 기록했고, 경기에서 QS+를 기록하며 2경기 연속 QS+를 기록했다.

## 출신 학교
- 서울학동초등학교
- 대치중학교
- 휘문고등학교

## 통산 기록
| 연도 | 팀명  | 평균자책점 | 경기 | 완투 | 완봉 | 승 | 패 | 세 | 홀 | 승률  | 타자 | 이닝 | 피안타 | 피홈런 | 볼넷 | 사구 | 탈삼진 | 실점 | 자책점 |
| ---- | ----- | ---------- | ---- | ---- | ---- | -- | -- | -- | -- | ----- | ---- | ---- | ------ | ------ | ---- | ---- | ------ | ---- | ------ |
| 2020 | LG    | 3.69       | 20   | 0    | 0    | 4  | 4  | 0  | 0  | 0.500 | 434  | 97⅔  | 94     | 5      | 44   | 10   | 67     | 46   | 40     |
| 2021 | LG    | 4.30       | 25   | 0    | 0    | 8  | 9  | 0  | 0  | 0.471 | 477  | 115  | 89     | 13     | 45   | 14   | 100    | 58   | 55     |
| 2022 | LG    | 5.51       | 26   | 0    | 0    | 12 | 8  | 0  | 0  | 0.600 | 540  | 119⅓ | 146    | 14     | 43   | 7    | 73     | 77   | 73     |
| 통산 | 3시즌 | 4.55       | 71   | 0    | 0    | 24 | 21 | 0  | 0  | 0.511 | 1451 | 332  | 329    | 32     | 132  | 31   | 240    | 181  | 168    |